# 센다이시 지하철

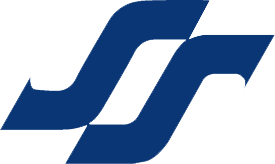
센다이 시 지하철 로고

센다이 시 지하철(일본어: 仙台市地下鉄 센다이시치카테쓰[*], 영어: Sendai Subway, SS)는 센다이 시 교통국 고속전철부가 운영하는 지하철이다. 정식 명칭은 센다이 시 고속철도(일본어: 仙台市高速鉄道 센다이시코소쿠테쓰도[*])이며, 공문 및 지하철 공사 등에선 이 명칭이 주로 사용된다.
센다이 시 지하철의 원래 이름은 센다이 시영 지하철(일본어: 仙台市営地下鉄 센다이시에이치카테쓰[*])였으나 2007년 무렵부터 센다이 시 지하철로 변경되고 안내판과 매표소, 차내 방송도 모두 센다이 시 지하철로 통일되었다. 2011년 도호쿠 지방 태평양 해역 지진 때문에 2011년 3월 11일 문을 닫았다가, 4월 29일 다시 열었다.

## 노선

센다이 시 지하철 노선도 (영어)

- ● 난보쿠 선
- ● 도자이 선

## 차량
- 1000계(난보쿠 선)
- 2000계(도자이 선)
- 3000계(난보쿠 선)